# برنجاسف سفید
 برنجاسف سفید(نام علمی: Artemisia lactiflora) نام یک گونه از سرده درمنه‌ها است.